# Centre mondial sur le poisson
Le Centre mondial sur le poisson (WorldFish Center / ICLARM) est l'un des centres de recherche membres du Groupe consultatif pour la recherche agricole internationale.
Il est basé à Bayan Lepas en Malaisie.